# Lotte Nogler
Charlotte „Lotte“ Nogler (* 27. Februar 1947 in Tscherms, Südtirol) ist eine ehemalige italienische Skirennfahrerin sowie Weltmeisterschafts- und Olympiateilnehmerin, die eine Weltcup-Platzierung unter den besten Zehn errang.

## Karriere
Nogler gelang in der allerersten Weltcup-Saison 1967 mit Rang neun in der Abfahrt von Sestriere ihr einziges Karriereergebnis in den Punkterängen. Dort hatte sie 4,64 Sekunden Rückstand auf ihre Landsfrau Giustina Demetz.
Bei den Olympischen Spielen 1968 schied Nogler in der Abfahrt aus, Demetz kam auf Rang vier, Clotilde Fasolis auf Rang 30 und Glorianda Cipolla auf Rang 31. Im Riesenslalom belegte Nogler mit 12,90 Sekunden Rückstand auf Nancy Greene Platz 31 und war damit 0,33 Sekunden schneller als ihre Landsfrau Clotilde Fasolis, die einen Rang dahinter lag. Die beste Italienerin war Giustina Demetz auf Platz 14, Glorianda Cipolla errang Platz 23. Am besten schnitt Nogler im Slalom ab: dort hatte sie 12,47 Sekunden Rückstand auf Marielle Goitschel und belegte Rang 20. Glorianda Cipolla schaffte Rang sieben, Clotilde Fasolis Rang 22 und Giustina Demetz schied im zweiten Durchgang aus.

## Privates
Ihr Vater Ermanno Nogler war bis 1968 Trainer der italienischen Skinationalmannschaft, dann wurde er persönlicher Trainer von Ingemar Stenmark. Noglers Mutter hatte einen Friseursalon, in dem auch sie eine Zeit lang arbeitete. Nach ihrem Rücktritt vom alpinen Skisport eröffnete Nogler mit ihrem Mann ein Schuhgeschäft, ließ sich jedoch später scheiden, wurde Leiterin des Kinderbereichs der Skischule St. Ulrich und zugleich erste weibliche Skilehrerin Italiens. Im Dezember 2011 eröffnete Lotte eine Kneipe im Zentrum von St. Ulrich in Gröden.

## Erfolge

### Olympische Spiele
- Grenoble 1968: DNF in der Abfahrt, 31. im Riesenslalom, 20. im Slalom

### Weltmeisterschaften
- Grenoble 1968: DNF in der Abfahrt, 31. im Riesenslalom, 20. im Slalom

### Weltcupwertungen
- Eine Platzierung unter den besten zehn

| Saison | Gesamt | Gesamt | Abfahrt | Abfahrt | Riesenslalom | Riesenslalom | Slalom | Slalom |
| Saison | Platz  | Punkte | Platz   | Punkte  | Platz        | Punkte       | Platz  | Punkte |
| ------ | ------ | ------ | ------- | ------- | ------------ | ------------ | ------ | ------ |
| 1967   | 35.    | 2      | 18.     | 2       |              |              |        |        |